# Henk Repelaer

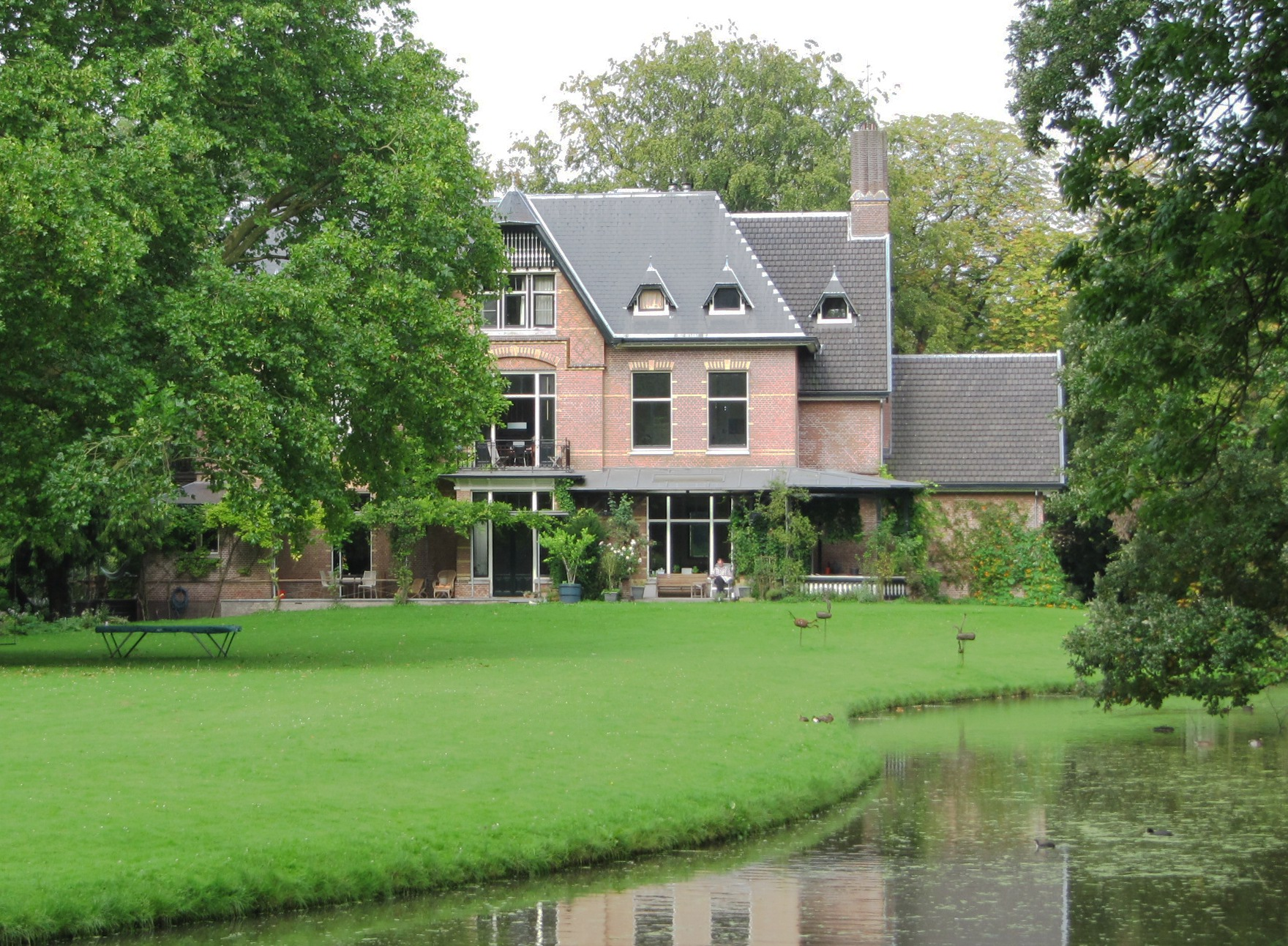
Villa Sorghvliet in Dordrecht

Jhr. Pieter Hendrik van de Wall Repelaer, (Dubbeldam, huis Sorghvliet, 2 juni 1926 – Alkmaar, 11 augustus  1989) was een biologisch-dynamisch tuinder en bekend om zijn relatie met de dichter C.O. Jellema.

## Biografie
Repelaer was een telg uit het adellijke geslacht Repelaer en een zoon van dijkgraaf jhr. Pieter Hendrik van de Wall Repelaer, (1895-1972) en Julia Wilhelmina Fentener van Vlissingen (1887-1971), telg uit het geslacht Van Vlissingen. Hij leerde Jellema kennen in Bilthoven in 1960 bij jhr. Aert van der Goes van Naters (1932-2011) die net als Jellema Duits studeerde in Utrecht (en net als Jellema leraar Duits zou worden). Volgens Gerben Wynia werd Repelaer de grote liefde van Jellema's leven. Aan de liefdesrelatie tussen hen beiden kwam een einde in mei 1965 maar de vriendschap bleef: Jellema sprak op de begrafenis van Repelaer. Henk Repelaer trouwde in 1967 met Irene Charlotte Feenstra en zij kregen drie kinderen. Repelaer had Jellema verteld dat hij kinderen wilde en een zoon Ocker zou noemen: die (oudste) zoon werd met die naam geboren in 1968 maar overleed in Bangkok in 1992. Een tweede zoon, Roeland, werd beeldhouwer. Hun derde kind was een dochter.
In 1990 verscheen een bundel met negen gedichten van Jellema ter nagedachtenis aan zijn vriend Repelaer en opgedragen aan de echtgenote van die laatste, Irene. De titel van de bundel, Ongeroepen, is ontleend aan de regels uit het Gilgamesj-epos die op de opdrachtpagina zijn afgedrukt, door drukker-uitgever Hein Elferink:
Vriend, ge hebt me niet geroepen?
Waarom ben ik dan wakker?
Ge hebt me niet aangeraakt?
Waarom ben ik dan in de war?
Jellema schreef in de periode van de relatie notities die in 2017 gepubliceerd werden en die verslag doen van de gevoelens van Jellema tegenover Repelaer. Wynia leidde de notities in, verzorgde die en voorzag ze van een verantwoording. Ze verschenen bij de Statenhofpers.